# Vegyes csapatverseny a 2017. évi nyári universiadén
A 2017. évi nyári universiadén a műugrás vegyes csapatversenyét augusztus 27-én rendezték a University of Taipei (Tianmu) Shih-hsin Hallban.
A versenyszámot a ukránok párosa, Olekszandr Horskovozov és Anasztaszija Negyobiga nyerte, megelőzve a kanadaiakat és a németek csapatát.

## Versenynaptár
Az időpontok helyi idő szerint olvashatóak (GMT +08:00):
| Dátum                         | Időpont | Forduló |
| ----------------------------- | ------- | ------- |
| 2017. augusztus 27., vasárnap | 15:00   | Döntő   |

## Eredmény
| #  | Ország      | Név                                                          | Pontok |
| -- | ----------- | ------------------------------------------------------------ | ------ |
|    | Ukrajna     | Olekszandr Horskovozov / Anasztaszija Negyobiga              | 398,90 |
|    | Kanada      | Tyler Henschel / Celina Toth                                 | 362,80 |
|    | Németország | Lars Rüdiger / Duong Kieu Trang                              | 353,15 |
| 4  | Mexikó      | José Balleza Isaias / Arantxa Chávez                         | 351,30 |
| 5  | Japán       | Szujama Haruki / Enomoto Haruka                              | 348,30 |
| 6  | Dél-Korea   | U Haram (Woo Ha-ram) / Kim Szudzsi (Kim Suji)                | 347,85 |
| 7  | Oroszország | Alekszandr Bondar / Jekatyerina Nyekraszova                  | 337,05 |
| 8  | USA         | David Dinsmore / Alison Gibson                               | 324,05 |
| 9  | Észak-Korea | Hjong Ilmjong (Hyon Il Myong) / Kim Gukhjang (Kim Kuk Hyang) | 316,90 |
| 10 | Olaszország | Lorenzo Marsaglia / Flavia Pallotta                          | 288,80 |